# Listrognathus femoratus
Listrognathus femoratus là một loài tò vò trong họ Ichneumonidae.